# اوفنبورگ
اوفنبورگ شهری در غرب ایالت بادن-وورتمبرگ آلمان است. این شهر به خطوط راه‌آهن آلمان متصل است.